# Manoir de la Poterie
Le manoir de la Poterie est un édifice situé à Tourgéville, en France.

## Localisation
Le monument est situé dans le département français du Calvados, à Tourgéville. 

## Historique
L'édifice est daté du XVIe siècle et  XVIIe siècle.
L'édifice fait l'objet d'une mesure de protection au titre des Monuments historiques  car le manoir est inscrit en date du 27 mai 1975.